# ارنا اسکین
ارنا اسکین (انگلیسی: Erna Schøyen; ۱ مارس ۱۸۸۷ – ۲۱ دسامبر ۱۹۶۸) هنرپیشه اهل نروژ بود.